# Jean Louis Marie Poiret
Jean Louis Marie Poiret (San Quintino, 11 giugno 1755 – Parigi, 7 aprile 1834) è stato un botanico ed esploratore francese.

## Opere

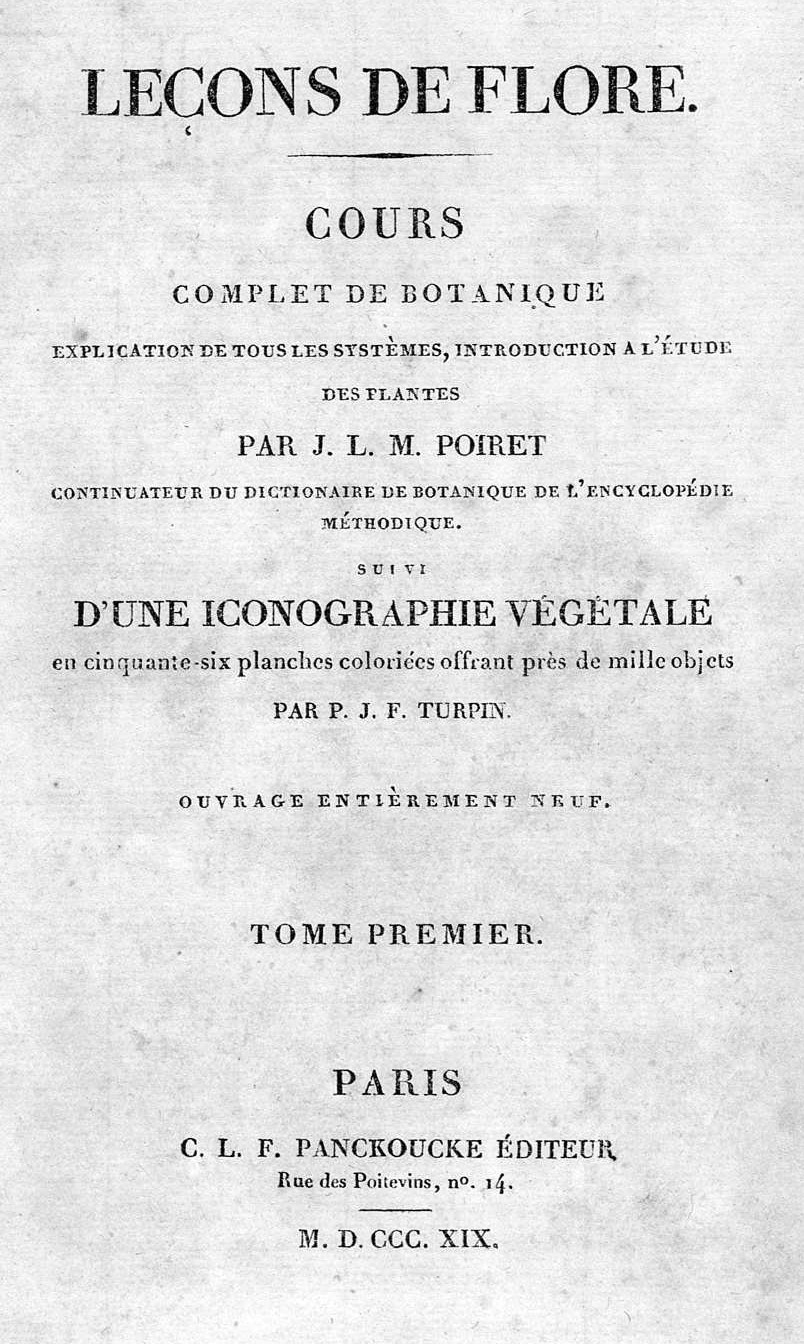
Leçons de flore, 1819

- Dictionnaire de Botanique de l'Encyclopédie méthodique, 1785, in collaborazione con Jean-Baptiste de Lamarck
- Leçons de flore. Cours complet de botanique, 1819 - 1820 (vol. 1, vol. 2, vol. 3)
- (FR) Flore médicale, vol. 7, Paris, Charles Louis Fleury Panckoucke, 1820.
- (FR) Flore médicale, vol. 8, Paris, Charles Louis Fleury Panckoucke, 1820.
- Histoire philosophique, littéraire, économique des plantes d'Europe, 1825.